# 즈춘리역

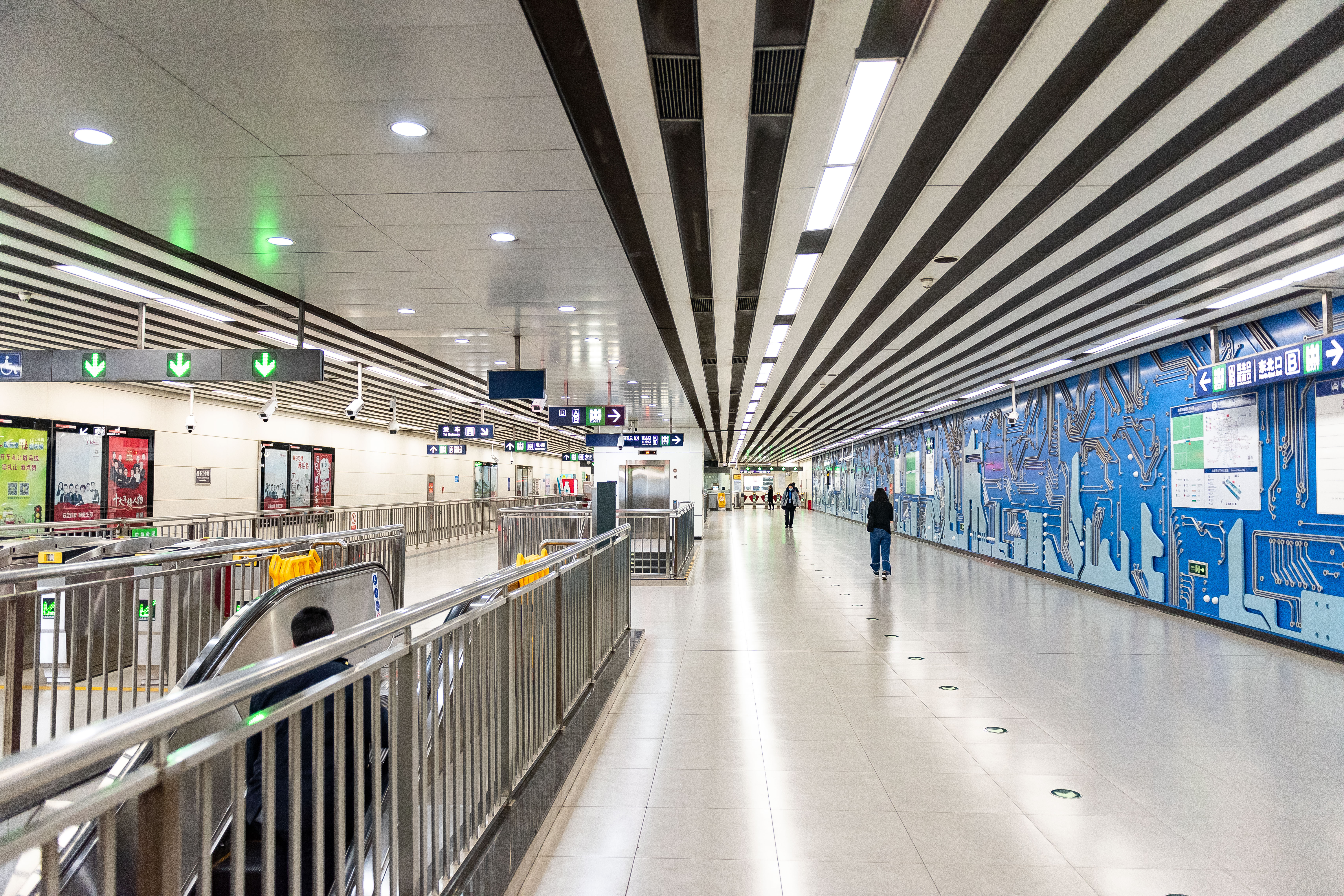
기둥 없는 즈춘리역 대합실(2021년 5월 촬영)

즈춘리역(중국어: 知春里站)은 중국 베이징시 하이뎬구 중관춘 가도·즈춘로·중관춘남3가 교차로에 위치한 베이징 지하철 10호선의 지하철역으로, 2008년 7월 19일 10호선 1단계 개통과 함께 운행을 개시하였다. 초기 계획 단계에서는 "커이난루역"(중국어: 科南路)으로 명명되었고, 개통 전에 현재와 같은 역명으로 제정되었다.

## 위치
이 역은 중관춘 남3가 남쪽 입구 즈춘로(동서 연결)에 위치한다. 인접한 즈춘리 주거 지역을 따서 제정되었다.

## 역 구조
이 역은 1면 2선 섬식 승강장으로 설계된 지하 2층 건물의 역으로, 대합실 층은 10호선에서 유일하게 기둥이 없는 역사 중 하나이다.
| 지면층             | 출입구                          | A-D출입구                                                   |
| 지하 1층 대합실 층 | 대합실                          | 발권 서비스, 자동 발권기, 조회기, 이카통(一卡通) 카드충전기 |
| 지하 2층 승강장    | ←                               | ■ 10호선 외선순환 (하이뎬황좡)                              |
| 지하 2층 승강장    | 섬식 승강장, 왼쪽 출입문이 열림 |                                                             |
| 지하 2층 승강장    | →                               | ■ 10호선 내선순환 (즈춘루)                                  |

## 출구
즈춘리역에는 북서쪽 출구(A), 북동쪽 출구(B), 남서쪽 출구(D) 등 3개의 출입구가 있다.
|                         |                                                                    |                                                                                |      |             |
| 출구                    | 지시                                                               | 출구 인근                                                                      | 사진 | 무장애 시설 |
| 出口 · A                | 과학원남로(科学院南路), 中关村南三街(중관춘 남3가), 지춘로(知春路) |                                                                                |      | 빈칸        |
| 出口 · B                | 지춘로(知春路)                                                     | 중국 과학 뉴스(中国科学报社)                                                   |      | 빈칸        |
| 出口 · D                | 과학원남로(科学院南路), 지춘로(知春路)                             | 즈춘 동리(知春东里), 하이뎬구 직업학교 즈춘리 캠퍼스(海淀区职业学校知春里校区) |      |             |
| 아이콘 설명: 엘리베이터 |                                                                    |                                                                                |      |             |

## 장식
즈춘리역 중앙 대합실 바닥에 있는 예술 벽화는 파란색 회로판 모양으로 장식되어 있다. 역이 중관춘과 비교적 가깝다는 것을 표현한다.

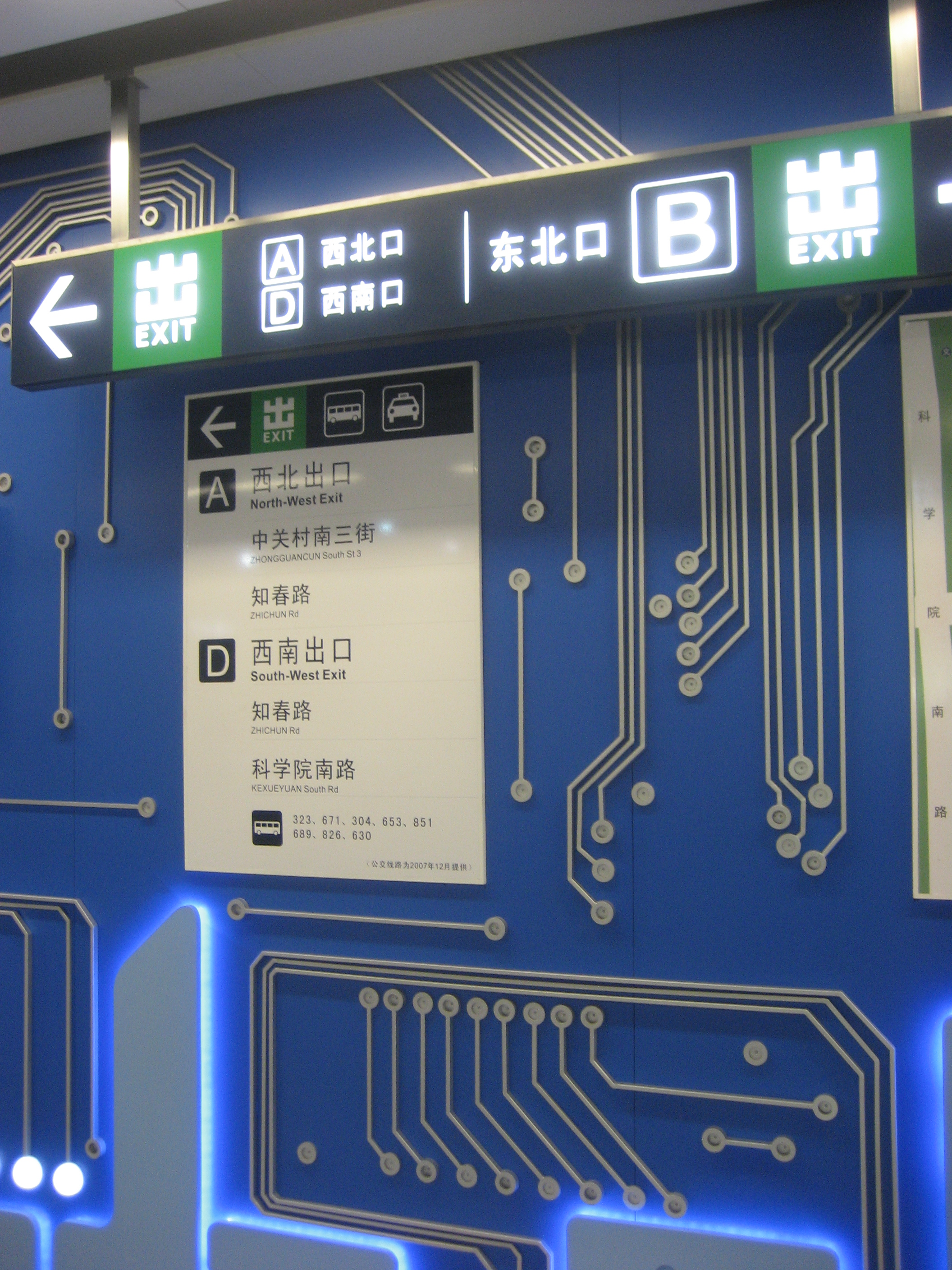
출입구 표지판, 회로 기판 장식
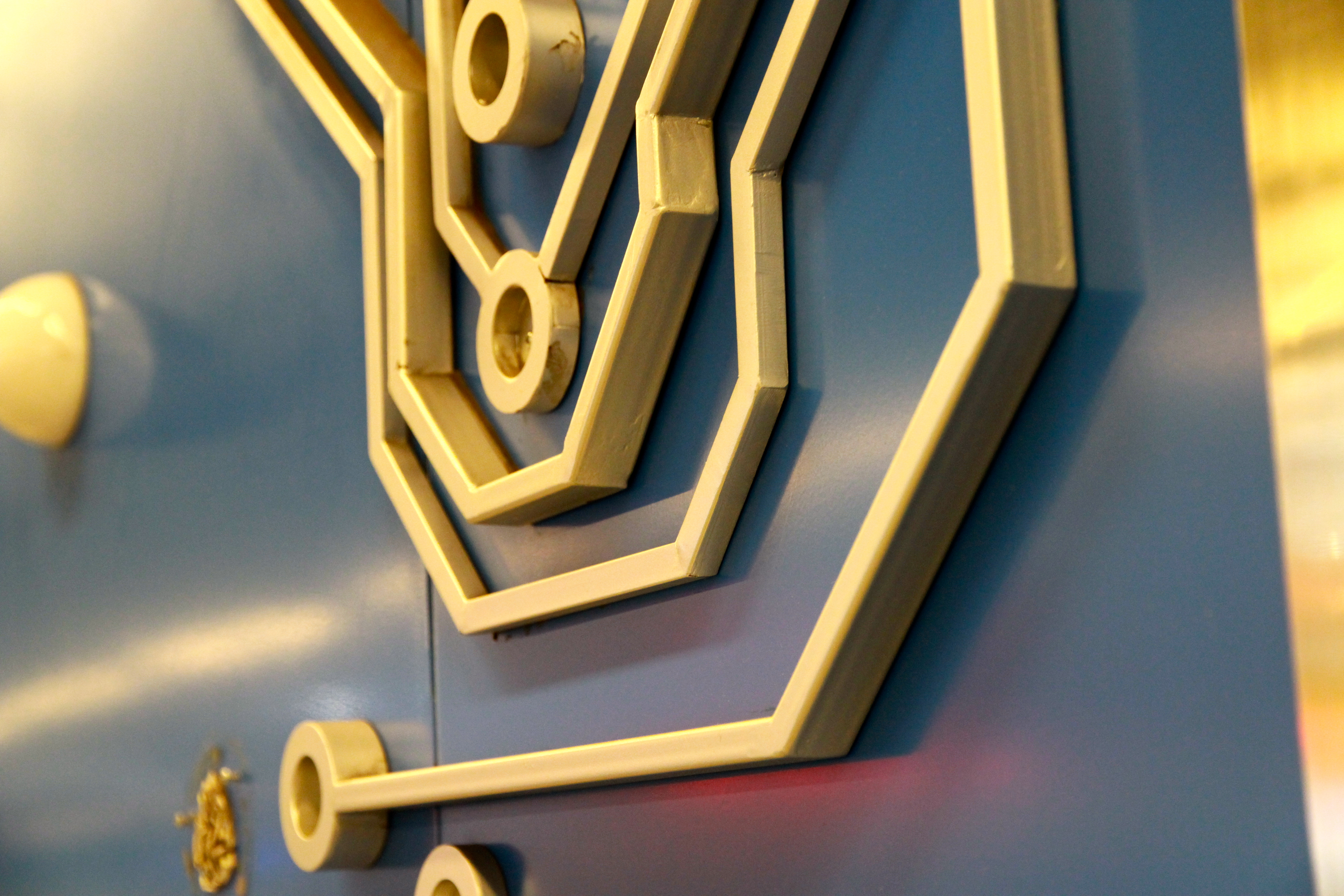
역 내부 회로판 모양 장식 클로즈업